# Walwan
Walwan – imię męskie pochodzenia celtyckiego, występujące w cyklu opowieści arturiańskich. W Polsce znane od średniowiecza; nosił je marszałek Henryka V, księcia śląskiego (XIV wiek).